# 빅투아르 티비솔
빅투아르 티비솔(Victoire Thivisol, 1991년 7월 6일 ~ )은 프랑스의 배우이다.

## 출연 작품
- 초콜릿 (2000)
- 파리에서의 마지막 키스 (1999)
- 뽀네뜨 (1996)